# Hernán Llerena
Hernán Llerena Valderrama fue un ciclista peruano que ganó la medalla de bronce en persecución individual en los Juegos Panamericanos de 1951 en Buenos Aires y además fue seleccionado para los Juegos Olímpicos de Londres 1948.

## Biografía
Consiguió la medalla de bronce (persecución individual), la primera en un Panamericano para Perú, en Buenos Aires. Llegó a la meta con un neumático pinchado. Cuando fue a las Juegos Olímpicos de Londres 1948 estuvo en el pelotón que lideraba la prueba pero a 22 kilómetros de la llegada se cayó y no se pudo levantar. Con el dinero obtenido por la presencia en los Juegos Olímpicos quiso construir un velódromo pero el dinero finalmente no se utilizó.
Fue integrante del denominado Ballet Incaico que hizo gira por América y Europa. Era integrado por otro arequipeño, César el “Huaso” Rodríguez; Luis Rossi y el “Chato” Ramos. Cuando iba a ir al Mundial de Bruselas la Federación Peruana de Ciclismo no le concedió el permiso debido a que era profesional.
Recibió un significativo homenaje por parte del entonces titular del IPD-Arequipa José Llerena Yáñez, siendo el presidente de la Liga de Ciclismo de Arequipa, Héctor Sánchez. Además estuvieron presentes un buen número de periodistas, familiares y amigos del deportista arequipeño. Mediante la resolución 001-2009 del IPD-Arequipa, el velódromo de Cerro Juli se denomina por su nombre como homenaje.

## Palmarés
1947
3 veces campeón nacional.
4 medallas de Oro en los Juegos Bolivarianos de 1947.
1949
1º en el Sudamericano de Montevideo – Uruguay.
1950
1º en el Sudamericano de Santiago de Chile.
Durante el Sudamericano de Santiago de Chile, batió el récord sudamericano en persecución individual y le ganó el bicampeón mundial. Hizo un tiempo de 5.11.05 que fue el mejor tercer tiempo del mundo.
1951
3.º en los Juegos Panamericanos de 1951.
1º en los Juegos Bolivarianos de 1951.
1952
2º en el Sudamericano de Argentina.
Laureles deportivos en el grado de Canciller de orden.
1980
Laureles deportivos en el grado de Caballero.
- Datos: Q5896192
- Multimedia: Hernán Llerena / Q5896192